# Заборово (Мазовецьке воєводство)
Заборово (пол. Zaborowo) — село в Польщі, у гміні Нарушево Плонського повіту Мазовецького воєводства.
Населення — 577 осіб (2011).
У 1975-1998 роках село належало до Цехановського воєводства.

## Демографія
Демографічна структура станом на 31 березня 2011 року:
|          | Загалом | Допрацездатний вік | Працездатний вік | Постпрацездатний вік |
| -------- | ------- | ------------------ | ---------------- | -------------------- |
| Чоловіки | 299     | 72                 | 195              | 32                   |
| Жінки    | 278     | 60                 | 140              | 78                   |
| Разом    | 577     | 132                | 335              | 110                  |